# Listă de pictori azeri
Aceasta este o listă de pictori azeri.

## A
- Mikail Abdullayev

## B
- Sattar Bahlulzadeh

## N
- Togrul Narimanbekov

## S
- Tahir Salahov